# Departamento San Carlos (Salta)
Das Departamento San Carlos liegt im Süden der Provinz Salta im Nordwesten Argentiniens und ist eine von 23 Verwaltungseinheiten der Provinz.
Es grenzt im Norden an die Departamentos Cachi und Chicoana, im Osten an das Departamento La Viña, im Süden an das Departamento Cafayate und die Provinz Catamarca und im Westen an das Departamento Molinos.
Die Hauptstadt des Departamento ist das gleichnamige San Carlos.

## Bevölkerung
Laut Schätzungen des INDEC stieg die Zahl der Einwohner von 7.208 (2001) auf 7.559 (2005).

## Städte und Gemeinden
Das Departamento San Carlos ist in folgende Gemeinden (Municipios) aufgeteilt:
- Angastaco
- Animaná
- San Carlos
- El Barrial
- La Angostura
- Mina Don Otto
- Monteverde
- Pucará
- Santa Rosa